# Caja de música (álbum de Pedro Aznar)
Caja de música es el primer álbum en vivo del músico argentino Pedro Aznar, lanzado en el año 2000 y reeditado en 2005. Las canciones son poemas de Jorge Luis Borges musicalizados. Fue grabado en vivo en el Teatro Colón el 24 de agosto de 1999 y cuenta con músicos invitados como Mercedes Sosa, Víctor Heredia, Lito Vitale, Jairo, Rubén Juárez y el grupo A.N.I.M.A.L.

## Lista de canciones
Esta es la lista de poemas de Borges musicalizados e interpretados por Pedro Aznar:
1. Al horizonte de un suburbio
2. Tankas
3. A un gato
4. Él
5. El suicida
6. El gaucho
7. Los enigmas
8. H.O.
9. Insomnio
10. Buenos Aires
11. Caja de música
12. Los enigmas (boceto instrumental)

## Créditos
- Pedro Aznar: Voz, guitarra, piano y bajo
- Gustavo Sadofschi: guitarra
- Alejandro Devries: teclados
- Quintino Cinalli: batería
- Patricio Villarejo: violoncello
- Damian Bolotin: violín

Músicos invitados
- Víctor Heredia - Voz en El Gaucho
- A.N.I.M.A.L. - En Insomnio
- Mercedes Sosa - Voz en Caja de música